# Bears FC
Bears FC ist ein 1996 gegründeter Fußballverein aus Nassau auf den Bahamas. Der Verein spielt in der Saison 2017/18 in der BFA Senior League, der höchsten Spielklasse des Fußballverbands der Bahamas. Er ist mit sieben Meisterschaften das erfolgreichste Team des Landes.

## Erfolge
- Bahamaischer Meister:
2003, 2009, 2010, 2011, 2012, 2013, 2016

- Bahamaischer Pokalsieger:
2010, 2011